# Klara av Assisi
Klara (italienska Chiara), Chiara Offreduccio di Favarone, född 16 juli 1194 i Assisi, död 11 augusti 1253 i Assisi, var en italiensk jungfru, nunna och ordengrundare. Hon vördas som helgon inom Romersk-katolska kyrkan, med minnesdag den 11 augusti.
Chiara Offreduccio di Favaronne var äldsta dotter till greve Favorino Scifi av Sasso-Rosso och dennes hustru Ortolana. Den första gången som hon hörde Franciskus av Assisi predika om Gud och fattigdomsideal i deras gemensamma hemstad, övertygades hon om sin kallelse och han om hennes. Tillsammans med sin släkting rymde hon hemifrån, och samma år, 1212, grundade hon franciskanerordens andra gren, klarissorna, "de fattiga Klara-systrarna".
Klara av Assisi helgonförklarades den 26 september 1255 av påve Alexander IV och förklarades 1957 som televisionens beskyddare av påve Pius XII.